# Gasteruption

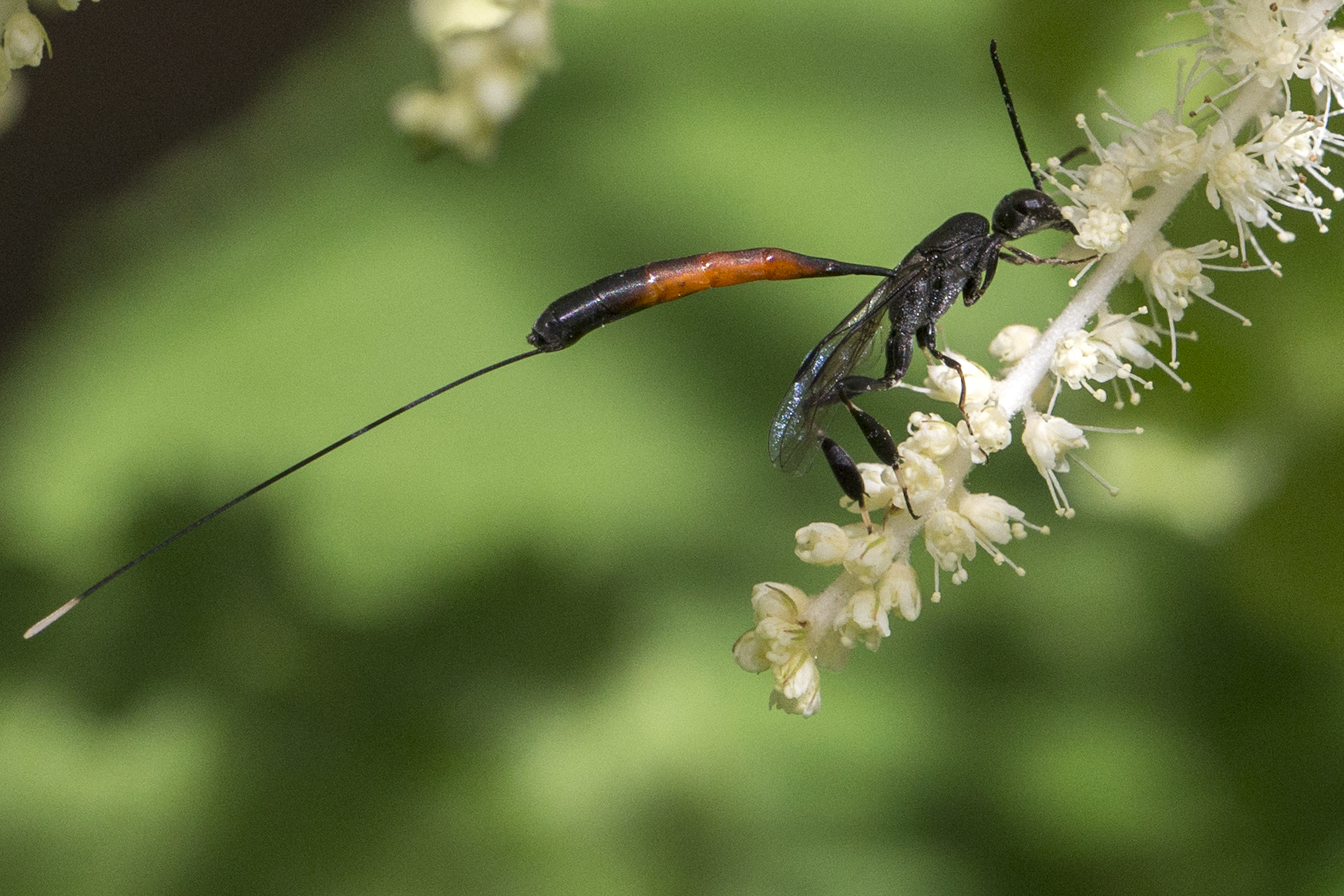
Gasteruption jaculator

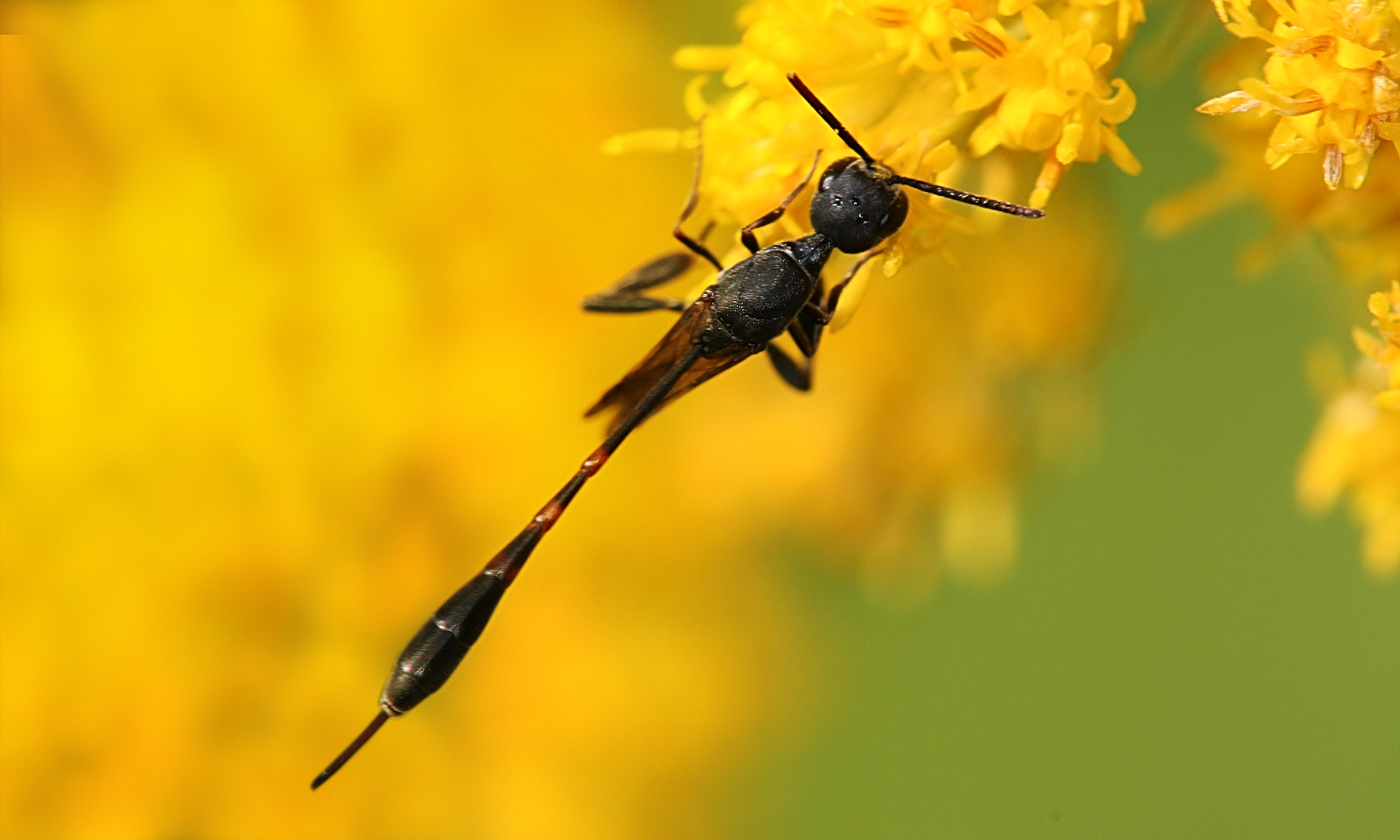
G. assectator

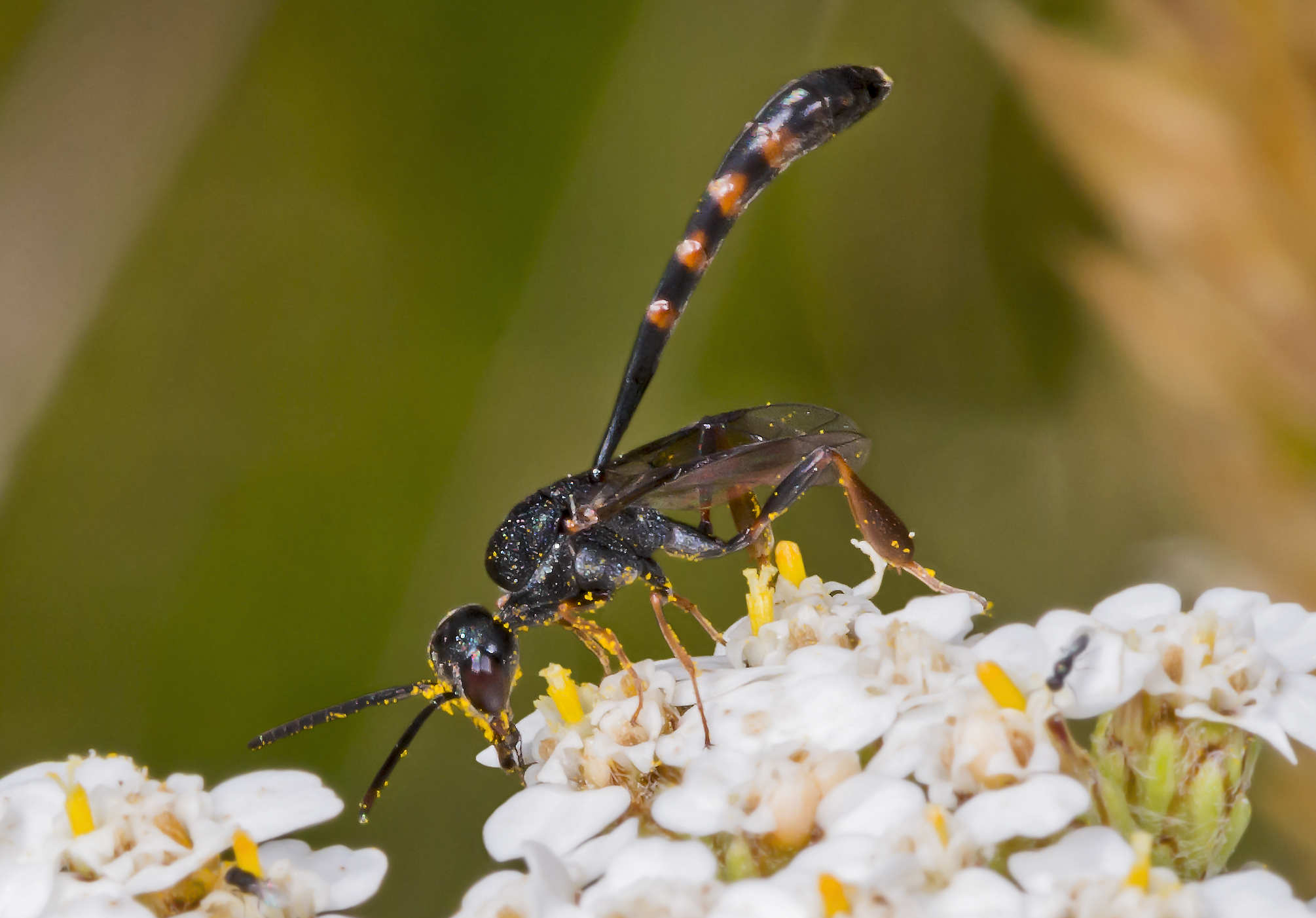
Samiec G. jaculator

Gasteruption – rodzaj błonkówek z rodziny zadziorkowatych i podrodziny Gasteruptiinae.

## Morfologia
Błonkówki o ciele długości od 5 do 20 mm. Głowa za oczami zwężona i bocznie zakrzywiona, najczęściej o ciemieniu wypukłym. Oczy duże. Czułki samców złożone z 13, a samic z 14 członów. Żeberko potyliczne różnie wykształcone do zanikłego. Na nadustku brak rowków czy żeberek. Propleuron wydłużony, szyjowaty. Przedplecze podzielone przez zakrzywione notauli na trzy płaty. Śródtarczka o środkowym płacie zwykle urzeźbionym silniej niż boczne. Pozatułów również pokryty urzeźbieniem. Metasoma osadzona bardzo wysoko na przedtułowiu. Hypopygium samicy z głębokim lub płytkim wcięciem.

## Biologia i rozsiedlenie
Przedstawiciele rodzaju są inkwilinistycznymi drapieżnikami lub kleptopasożytami pszczołowatych z różnych podrodzin, zakładających gniazda pod ziemią, w pędach roślin lub w drewnie. Dojrzałe larwy budują kokony i przepoczwarczają się w gnieździe żywicieli.
Rodzaj kosmopolityczny. W Polsce występują 4 gatunki: G. assectator, G. jaculator, G. opacum, G. undulatum.

## Systematyka
Najliczniejszy w gatunki rodzaj rodziny, obejmujący ich ponad 400. Należą do niego m.in.:
- Gasteruption aciculatum van Achterberg, 2014[4]
- Gasteruption amputatum Townes, 1950[5]
- Gasteruption agrenum van Achterberg, 2014[4]
- Gasteruption amoyense Pasteels, 1958[1]
- Gasteruption angulatum Zhao, 2012[1]
- Gasteruption assectator (Linnaeus, 1758)[4][2]
- Gasteruption assectoides Zhao, 2012[1]
- Gasteruption barnstoni (Westwood, 1851)[5]
- Gasteruption bertae Macedo, 2011[5]
- Gasteruption bimaculatum Pasteels, 1958[1]
- Gasteruption birmanense Pasteels, 1958[1]
- Gasteruption bispinosum Kieffer, 1904[5]
- Gasteruption brachychaetum Schrottky, 1906[5]
- Gasteruption brandaoi Macedo, 2011[5]
- Gasteruption brasiliense (Blanchard, 1840)[5]
- Gasteruption brevibasale van Achterberg & Saure, 2014[4]
- Gasteruption canariae Madl 1991[2]
- Gasteruption caucasicum (Guérin-Méneville, 1844)[4]
- Gasteruption coloratum Zhao, 2012[1]
- Gasteruption corniculigerum Enderlein, 1913[1]
- Gasteruption coriacoxale van Achterberg, 2014[4]
- Gasteruption dilutum Semenov, 1832[1]
- Gasteruption dimidiatum Semenov, 1832[1]
- Gasteruption diversipes (Abeille de Perrin, 1879)[4][2]
- Gasteruption dolichoderum Schletterer, 1889[4][2]
- Gasteruption erythrostomum (Dahlbom 1831)[2]
- Gasteruption fallaciosum Semenov 1892[2]
- Gasteruption flavimarginatum van Achterberg, 2014[4]
- Gasteruption floreum Szepligeti 1903[2]
- Gasteruption floridanum (Bradley, 1908)[5]
- Gasteruption formilis Alekseev, 1995[1]
- Gasteruption formosanum Enderlein, 1913[1]
- Gasteruption forticorne Semenov 1892[2]
- Gasteruption foveiceps Semenov 1892[2]
- Gasteruption freyi (Tournier, 1877)[4]
- Gasteruption glauciae Macedo, 2011[5].
- Gasteruption goberti (Tournier, 1877)[4]
- Gasteruption guildingi (Westwood, 1841)[5]
- Gasteruption hansoni Macedo, 2011[5]
- Gasteruption hastator (Fabricius, 1804)[4]
- Gasteruption helenae Macedo, 2011[5]
- Gasteruption heminitidum van Achterberg, 2014[4]
- Gasteruption henseni van Achterberg, 2014[4]
- Gasteruption huberi Macedo, 2011[5]
- Gasteruption hungaricum Szepligeti 1895[2]
- Gasteruption ignoratum Kieffer 1903[2]
- Gasteruption insidiosum Semenov, 1892[4]
- Gasteruption ischnolaimum van Achterberg, 2014[4]
- Gasteruption jaculator (Linnaeus, 1758)[4][2]
- Gasteruption japonicum Cameron, 1888[1]
- Gasteruption kaweahense (Bradley, 1909)[5]
- Gasteruption laticeps (Tournier, 1877)[4]
- Gasteruption latitibia Zhao, 2012[1]
- Gasteruption lianae Macedo, 2011[5]
- Gasteruption loiaconoae Macedo, 2011[5]
- Gasteruption lugubre Schletterer, 1889[4]
- Gasteruption masneri Macedo, 2011[5]
- Gasteruption merceti Kieffer, 1904[4]
- Gasteruption minutum (Tournier, 1877)[4]
- Gasteruption nigrapiculatum van Achterberg, 2014[4]
- Gasteruption nigrescens Schletterer, 1885[4]
- Gasteruption oliveirai Macedo, 2011[5].
- Gasteruption opacum (Tournier, 1877)[4][2]
- Gasteruption oriplanum Kieffer, 1911[1]
- Gasteruption ortegae Madl 1991[2]
- Gasteruption parvicollarium Enderlein, 1913[1]
- Gasteruption parvum Schrottky, 1906[5]
- Gasteruption pasteelsi Macedo, 2011[5]
- Gasteruption paternum Schletterer 1889[2]
- Gasteruption paglianoi van Achterberg & Saure, 2014[4]
- Gasteruption pedemontanum (Tournier 1877)[2]
- Gasteruption phragmiticola Saure, 2006[4]
- Gasteruption poecilothecum Kieffer, 1911[1]
- Gasteruption pseudolaticeps van Achterberg, 2014[4]
- Gasteruption psilomma Kieffer 1904[2]
- Gasteruption punctifrons van Achterberg, 2014[4]
- Gasteruption rafaeli Macedo, 2011[5]
- Gasteruption rufescenticorne Enderlein, 1913[1]
- Gasteruption sartor Schletterer, 1890[5]
- Gasteruption schlettereri Magretti, 1890[4]
- Gasteruption schmideggeri van Achterberg & Saure, 2014[4]
- Gasteruption schossmannae Madl 1987[2]
- Gasteruption scorteum van Achterberg, 2014[4]
- Gasteruption sinarum Kieffer, 1911[1]
- Gasteruption sinepunctatum Zhao, 2012[1]
- Gasteruption sinicola (Kieffer, 1924)[1]
- Gasteruption smithi Macedo, 2011[5]
- Gasteruption smitorum van Achterberg, 2014[4]
- Gasteruption strigosum Zhao, 2012[1]
- Gasteruption suhamatum Pasteels, 1958[1]
- Gasteruption subtile (Thomson 1883)[2]
- Gasteruption syriacum Szépligeti, 1903[4]
- Gasteruption tenue Kieffer, 1922[5]
- Gasteruption tournieri Schletterer, 1885[4][2]
- Gasteruption townesi (Alayo, 1972)[5]
- Gasteruption transversiceps Pasteels, 1958[1]
- Gasteruption undulatum (Abeille de Perrin, 1879)[4][2]
- Gasteruption variolosum (Abeille de Perrin, 1879)[4][2]
- Gasteruption varipes (Westwood, 1851)[1]
- Gasteruption visaliae (Bradley, 1909)[5]
- Gasteruption wahli Macedo, 2011[5]
- Gasteruption youngi Jennings et Parslow, 2014[3]

Gatunki niepewne:
- Gasteruption albitarse Schletterer, 1890[5]
- Gasteruption austini Jennings and Smith, 2005[5]
- Gasteruption subcoriaceum Kieffer[5]
- Gasteruption tenuicolle Schletterer, 1885[5]